# Prix Juha-Vainio
Le prix Juha-Vainio (finnois : Juha Vainio -palkinto) est un prix annuel décerné à un parolier finlandais lors du festival maritime de Kotka en Finlande.

## Présentation
Le prix est distribué à partir du fonds Juha Vainio, fondé en 1990 à la mort du chanteur Juha Vainio.
Le fonds est géré par la ville de Kotka et l'Association finlandaise des créateurs de musique.
En plus du prix des parolier, un prix spécial pour l'œuvre d'une vie pour une longue carrière de parolier a également été décerné à deux reprises. 
Il a été reçu par Sauvo Puhtila (2002) et Jukka Virtanen (2008).

## Lauréats
| Année | Lauréat                | Réf.  |
| ----- | ---------------------- | ----- |
| 1991  | Juice Leskinen         |       |
| 1992  | Heikki Harma           |       |
| 1993  | Vexi Salmi             |       |
| 1994  | Pertti Reponen         |       |
| 1995  | Heikki Salo            |       |
| 1996  | Gösta Sundqvist        |       |
| 1997  | Martti Syrjä           |       |
| 1998  | Tero Vaara             |       |
| 1999  | Tuomari Nurmio         |       |
| 2000  | Pekka Ruuska           |       |
| 2001  | J. Karjalainen         |       |
| 2002  | Anni Sinnemäki         |       |
| 2002  | Sauvo Puhtila          | [ 1 ] |
| 2003  | Ismo Alanko            |       |
| 2004  | Jorma Toiviainen       |       |
| 2005  | Mikko Alatalo          |       |
| 2005  | Harri Rinne            |       |
| 2006  | Edu Kettunen           |       |
| 2007  | Pauli Hanhiniemi       |       |
| 2008  | Sinikka Svärd          |       |
| 2008  | Jukka Jalmari Virtanen | [ 2 ] |
| 2009  | Dave Lindholm          |       |
| 2010  | Maija Vilkkumaa        |       |
| 2011  | Mikko Kuustonen        |       |
| 2012  | Samuli Putro           |       |
| 2013  | Chrisse Johansson      |       |
| 2014  | Timo Kiiskinen         | [ 3 ] |
| 2015  | Pelle Miljoona         | [ 4 ] |
| 2016  | Paula Vesala           | [ 5 ] |
| 2017  | Juha Tapio             | [ 6 ] |
| 2018  | Jukka Kuoppamäki       | [ 7 ] |
| 2019  | Mikko Kuoppala         | [ 8 ] |